# Loch Ness Monster (Busch Gardens Williamsburg)
Loch Ness Monster in Busch Gardens Williamsburg (Williamsburg, Virginia, USA) ist eine Stahlachterbahn vom Modell Custom Looping Coaster des Herstellers Arrow Dynamics, die 1978 eröffnet wurde. Benannt ist sie nach dem Ungeheuer von Loch Ness.

## Besonderheiten

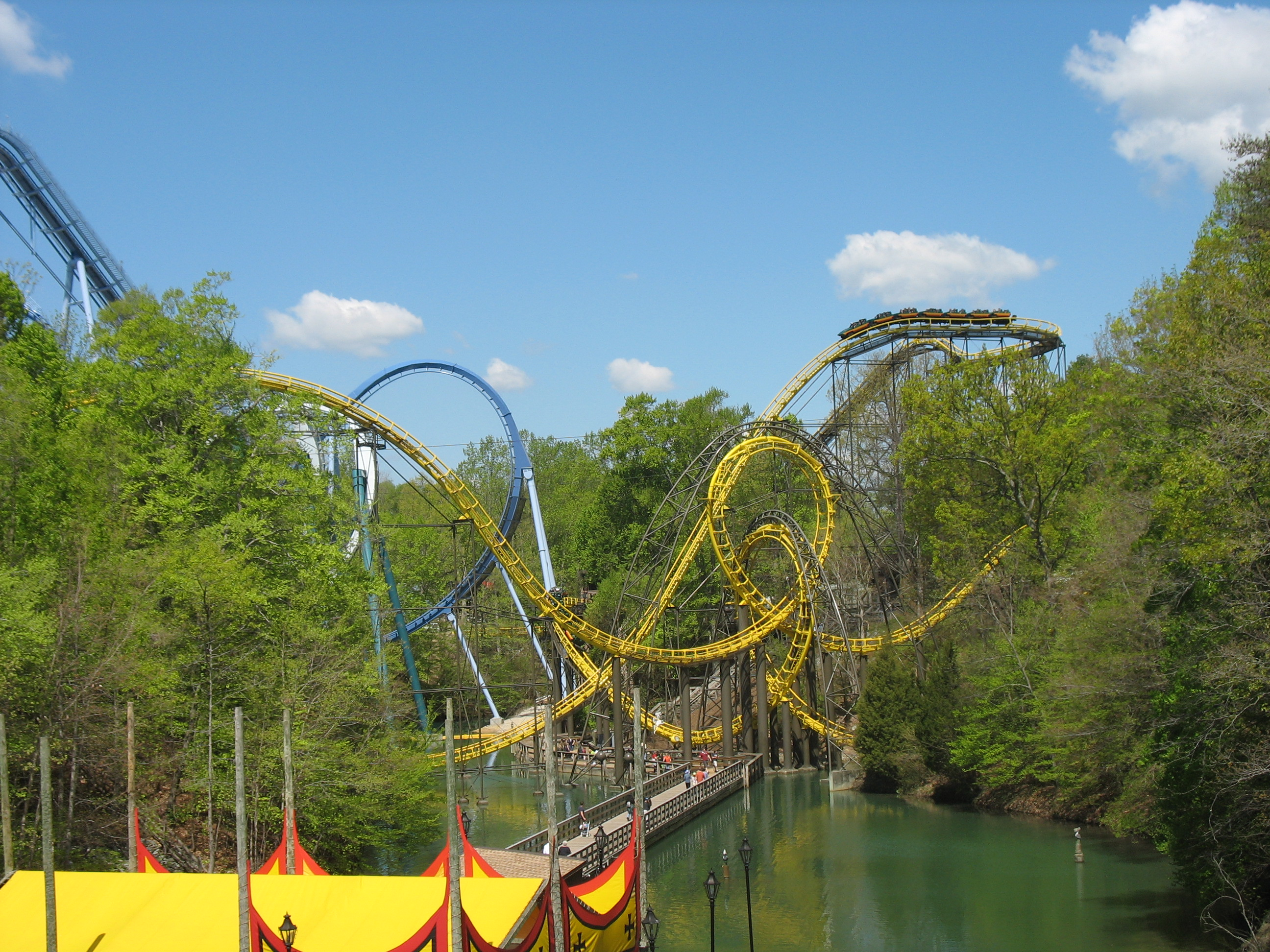

Loch Ness Monster war die erste Achterbahn, die mit Interlocking Loops ausgestattet wurde. Das Besondere an Interlocking Loops ist, dass zwei Loopings ineinander verhakt werden, also die Strecke des einen führt durch die Mitte des anderen Loopings. Nach der Schließung des Orient Express in Worlds of Fun (Kansas City) ist Loch Ness Monster die einzige Achterbahn auf der Welt mit Interlocking Loops.

## Fahrt
Nach dem 39,6 m hohen Lifthill, der 34,8 m hohen Abfahrt von 55° und einer Auffahrt, die in eine 180°-Kurve mündet, durchfährt der Zug nach einer Abfahrt den oberen Looping der Interlocking Loops. Es folgt eine lange Helix in einem Tunnel, gefolgt von einem zweiten Lifthill. Nach dieser Abfahrt durchfährt der Zug den unteren Looping der Interlocking Loops, bevor er in die Schlussbremse fährt.

## Züge
Loch Ness Monster besitzt drei Züge des Herstellers S&S – Sansei Technologies mit jeweils sieben Wagen. In jedem Wagen können vier Personen (zwei Reihen à zwei Personen) Platz nehmen.